# سیارک ۷۷۲۵
سیارک ۷۷۲۵ (به انگلیسی: 7725 Selʹvinskij، نامگذاری:1972RX1) هفت هزار و هفتصد و بیست و پنجمین سیارک کشف شده‌است که در ۱۱ سپتامبر ۱۹۷۲ کشف شد.
قدر مطلق سیارک برابر ۱۴٫۰۰ است.